# Lobsang Pälden Yeshe
 Lobsang Pälden Yeshe, ook wel Pälden Yeshe (1738 - Peking, 2 november 1780) was de zesde pänchen lama van Tibet.
Hij werd geboren in een adellijke familie. Zijn moeder was Nyida Wangmo, een prinses uit het koninkrijk Mustang in het noorden van Nepal. Haar eerste huwelijk was met de koning van Ladakh, Dekyong Namgyel. Latere huwelijken brachten haar enige zoons, waaronder het kind dat deze pänchen lama zou worden. Op de leeftijd van drie jaar werd hij geïnstalleerd als pänchen lama. Op de leeftijd van elf en veertien jaar bracht hij enkele maanden in Lhasa door voor onderricht door de zevende dalai lama Kälsang Gyatso.

## De selectie van de achtste dalai lama
De zevende dalai lama Kälsang Gyatso overleed in 1757. De dan nog jonge pänchen lama moet proberen zijn invloed op de selectie van de opvolger te laten gelden. Er waren drie kandidaten, waarvan iedere familieclan onder de abten van de colleges van de grote kloosters van de gelug rondom Lhasa zijn eigen kamp had. Lobsang Pälden Yeshe had een uitdrukkelijke voorkeur voor een kandidaat uit zijn eigen regio Tsang. Hij werd in die voorkeur gesteund door de derde Changkya Koetoektoe, Changkya Rölpe Dorje (1711-1786), de belangrijkste adviseur van de Chinese keizer Qianlong (1711-1799) inzake Mongoolse en Tibetaanse zaken. Deze was naar Lhasa gereisd als vertegenwooridger van Qianlong om de begrafenisplechtigheden van de zevende dalai lama Kälsang Gyatso bij te wonen en was daarna nog enige tijd in Tibet gebleven. Met zijn steun werd uiteindelijk Jampäl Gyatso (1758-1804) de achtste dalai lama.
Het is de enige en laatste maal, dat - in tegenstelling tot de in het westen vigerende beeldvorming - een pänchen lama een beslissende stem had in de selectie van een dalai lama.

## George Bogle

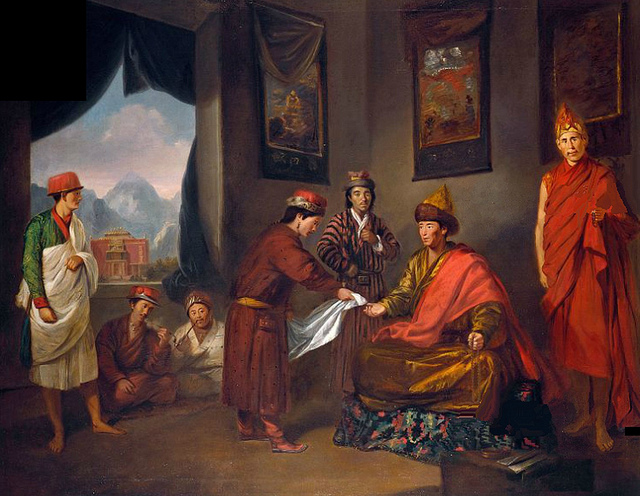
Lobsang Pälden Yeshe ontvangt George Bogle, schilderij door Tilly Kettle, ca. 1775

Vanaf ongeveer 1770 had Bhutan geprobeerd het Indiase prinsdom Cooch Behar te domineren. Dat bracht Bhutan uiteindelijk in conflict met de Britten en het resultaat daarvan was de annexatie van het prinsdom door de Britse Oost-Indische Compagnie.
De Druk Desi van Bhutan, Zhidar, werd in zijn land geconfronteerd met een burgeroorlog. Hij vluchtte naar Tibet en werd daar gevangen gehouden door Lobsang Pälden Yeshe. Een nieuwe Druk Desi werd in Bhutan geïnstalleerd en dat gaf de ruimte voor de panchen lama initiatief te nemen. In 1774 zond hij een brief en geschenken aan Warren Hastings, de pas benoemde eerste gouverneur-generaal van India met het verzoek de vijandelijkheden ter zake van Bhutan te staken.
Hastings zond de Schot George Bogle, een protegé van hem, naar Tashilhunpo het verblijf van de pänchen lama. De belangrijkste opdracht voor Bogle was te onderzoeken of er via deze weg een handelskanaal met het Chinese Rijk kon worden geopend. De twee mannen konden het uitstekend met elkaar vinden, ook omdat beiden zonder tussenkomst van een tolk met elkaar in het Hindi konden praten. Uiteindelijk leidde de missie van Bogle niet tot een tastbaar resultaat.

## Shambhala
Het bekendste literaire werk van hem is een reisgids naar Shambhala. Het werk moet omstreeks 1775 geschreven zijn. Het is gebaseerd op een eerder werk over Shambhala uit 1612 van Taranatha (1575-1634) met de titel Kalāpāvatāra (de ingang naar Kalāpa) Kalāpa is in het verhaal de hoofdstad van Shambhala. Beide reisgidsen bevatten geen praktische aanwijzingen voor de richting, maar beschrijven vooral de immense moeilijkheden die een reiziger op de weg naar Shambhala moet overwinnen. De weg voert door brandend hete woestijnen, door immense wouden met bovennatuurlijke wezens en gifslangen. Men moet zich een weg banen over nauwelijks begaanbare bergpassen, bewaakt door demonen. Om te voorkomen dat een vrouwelijke demon de reiziger doodt, dient die een gevleugelde leeuw te doden, het vlees daarvan aan haar te overhandigen en een aantal vragen te beantwoorden waaruit de hoge motivatie om Shambhala te bereiken ook echt overtuigend blijkt. Het verhaal moet dan ook als een advies gezien worden hoe een gelovige de obstakels op het pad naar de verlichting kan overwinnen

## Peking
In 1778 nodigde de Chinese keizer Qianlong Pälden Yeshe uit om eerst naar Chengde, het zomerverblijf van de keizers, en daarna naar Peking te komen om diens zeventigste verjaardag te vieren.
Tibetaanse tulkus waren vaak terughoudend in het accepteren van uitnodigingen naar het noorden van China te gaan. De afstand van Tashilhunpo naar Peking is ruim 4000 km. Het was echter vooral de vrees voor de in het noorden frequent voorkomende uitbraken van pokken, die de achtergrond was van die terughoudendheid. Soms werd dit verhaal gebruikt als een excuus voor een in wezen politieke weigering,maar ook dan werd het meestal geaccepteerd,omdat besmetting met pokken inderdaad een reëel risico kon zijn. Inenting tegen de pokken was in China al bekend vanaf de 12e eeuw, maar werd in het noorden van China maar beperkt toegepast. Tibetaanse tulkus weigerden het ook vaak om religieuze redenen.
Er was echter voor beiden ook veel te winnen in het aanvaarden van de uitnodiging. De festiviteiten in Chengde en Peking zouden bijgewoond worden door duizenden gasten uit vele etnische groepen van het Chinese rijk. Er zouden ook gasten uit de periferie van het rijk en uit Rusland aanwezig zijn. De aanwezigheid van een gast met een status als de pänchen lama zou nog meer prestige aan Qianlong verlenen. Het zou met name indruk maken op de vele uitgenodigde Mongoolse vertegenwoordigers, die allen boeddhist waren.

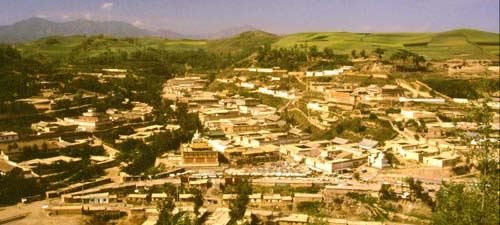
klooster Kumbum

De pänchen lama zou in de voetsporen treden van de reis in 1652 van de vijfde dalai lama. Hij zou zijn machtspositie ten opzichte van de regering in Lhasa verder versterken. Zijn reis zou hem ook door gebieden voeren, zoals Amdo, waar de positie van de gelugtraditie relatief zwak was en waar hij die positie met een immens entourage kon profileren.
Lobsang Pälden Yeshe vertrok in juli 1779 met een gevolg van 1500 man en duizenden lastdieren uit Tashilhunpo. Vier maanden later arriveerde hij in het klooster Kumbum. Daar bracht hij de winter door. Chinese begeleiders trachtten hem te overreden om zich daar tegen de pokken te laten inenten. De pänchen lama besloot uiteindelijk tot een divinatieprocedure. De uitslag daarvan was, dat hij zich niet liet intenten. In april 1780 werd de reis voortgezet met een veel kleiner entourage en in augustus werd de bestemming Chengde bereikt.
Hij ontmoet daar opnieuw Changkya Rölpe Dorje (1717-1786), die ook in feite de architect achter de uitnodiging was geweest en hem op het laatste deel van de reis had vergezeld. Zij hebben uitvoerige gesprekken met elkaar over vele religieuze onderwerpen. Na een periode van ongeveer twee maanden in Chengde werd het verblijf voortgezet in Peking.
Lobsang Pälden Yeshe overleed tijdens dat verblijf in Peking aan de pokken.

## Gevolgen
Na het overlijden van de pänchen lama schonk Qianlong een zeer aanzienlijke hoeveelheid goud en andere kostbaarheden. Lobsang Pälden Yeshe had drie broers. De eerste was zijn halfbroer de Trungpa Tulku die hem naar Peking had vergezeld. De tweede was zijn volle broer, de tiende Shamarpa Mipam Chödrub Gyatso. Een derde broer was de regent van Tibet in het noorden. De halfzus (in sommige bronnen een nicht) van Lobsang Pälden Yeshe was de belangrijkste vrouwelijke reïncarnatie uit het Tibetaanse boeddhisme, de Dorje Phagmo.

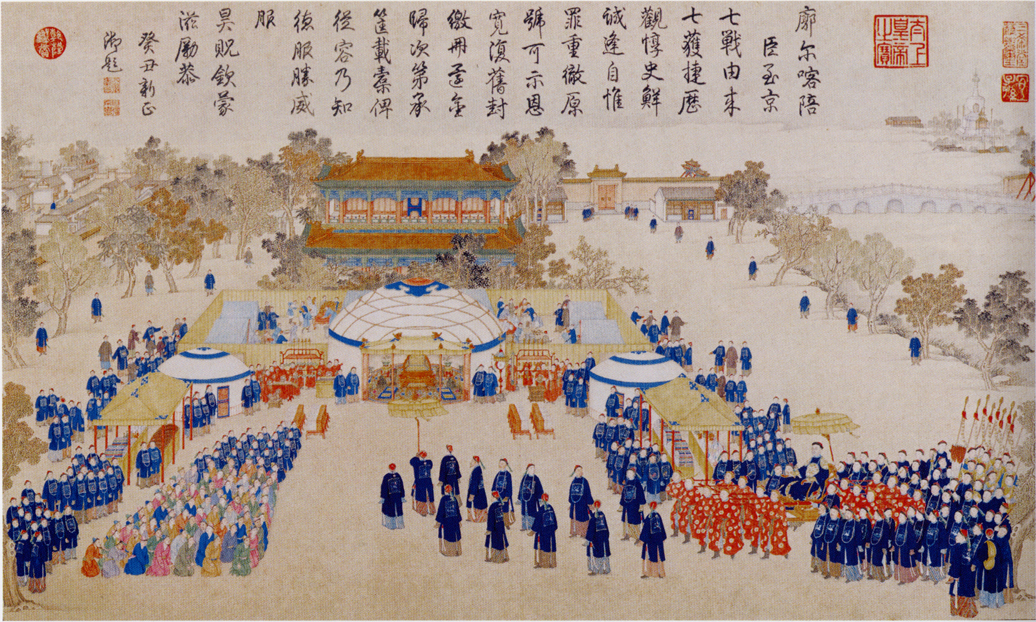
Banket aan het hof van Qianlong bij de viering van de overwinning op het Nepalese leger in 1793

De Trungpa Tulku bracht de kostbaarheden onder in het klooster Tashilhunpo. Andere leden van de familie waren echter van oordeel, dat dit als persoonlijke bezittingen konden worden beschouwd en dus als nalatenschap konden worden verdeeld. Met name Mipam Chödrup Gyamtso was ontevreden over de uitkomst van de verdeling. Hij sloot een verbond met enkele Tibetaanse facties, die vijandelijk ten opzichte van de gelugtraditie stonden en vluchtte naar Nepal. Daar sloot hij een overeenkomst met de Nepalese koning om hem tegen een betaling te assisteren het - naar zijn mening - rechtmatige deel van de nalatenschap te verkrijgen. De spanning tussen Nepal en Tibet was al aanzienlijk vanwege een monetair geschil. Het leidde uiteindelijk tot twee invasies in Tibet van de Gurkha's in 1788 en 1791.
De interventie van een omvangrijk Chinees leger van circa 20.000 soldaten was noodzakelijk om de gurkha's het land weer uit te drijven. Het Chinese leger achtervolgde het Nepalese leger tot in de directe omgeving van Kathmandu, waar het zich uiteindelijk overgaf.
Nepal werd gedwongen een vernederend vredesverdrag te sluiten. Met dit verdrag van Betrawoti verloor Nepal alle voorrechten die het voorheen in Tibet bezat. Een van de bepalingen uit het verdrag is, dat Nepal tribuutplichtig aan China wordt. Eén maal per vijf jaar zou er vanuit Nepal een missie naar Peking reizen. Hier liggen de oorzaken voor de Tibetaans-Nepalese Oorlog, later in de 19e eeuw.
Een ander gevolg is, dat Qianlong een maatregel trof, die bekendstaat als de Proclamatie van 29 Artikelen voor een Beter en meer Efficiënt Bestuur van Tibet. Onderdeel van die maatregel is is de invoering van het systeem van de Gouden urn, waarmee voortaan hoge tulkus van de gelugtraditie dienen te worden geselecteerd.
- Bibliothèque nationale de France: cb137476499 (data)
- Gemeinsame Normdatei: 123053587
- International Standard Name Identifier: 0000 0000 6682 4062
- Library of Congress Control Number: n88284183
- Nationale Bibliotheek van Israël: 987007302681005171
- Nederlandse Thesaurus van Auteursnamen: 109981146
- Système universitaire de documentation: 11637862X
- Virtual International Authority File: 45198557
- WorldCat: E39PBJbRkDBDhPBqQTVqHP6Myd